# Rómulo Emiliani Sánchez
Rómulo Emiliani Sánchez CMF (Colón, 3 de maio de 1948) é um ministro católico panamenho e bispo auxiliar emérito de San Pedro Sula.
Rómulo Emiliani Sánchez ingressou na Ordem Claretiana, fez a profissão em 23 de outubro de 1969 e foi ordenado sacerdote em 8 de agosto de 1976.
Em 15 de dezembro de 1988, o Papa João Paulo II o nomeou Vigário Apostólico de Darién e Bispo Titular de Nigrae Maiores. O Núncio Apostólico no Panamá, Dom José Sebastián Laboa Gallego, o consagrou em 25 de janeiro do ano seguinte; Os co-consagrantes foram Marcos Gregorio McGrath CSC, Arcebispo do Panamá, e Román Arrieta Villalobos, Arcebispo de San José de Costa Rica.
Em 2 de fevereiro de 2002, foi nomeado Bispo Auxiliar de San Pedro Sula, Honduras.
O Papa Francisco aceitou sua renúncia antecipada em 21 de março de 2017.